# Jorge Marcelo Rodríguez
Jorge Marcelo Rodríguez Núñez (né le 13 janvier 1985 à Montevideo en Uruguay) est un joueur de football international uruguayen, qui évolue au poste de milieu de terrain.